# Football Club de Grenoble Rugby
El Football Club de Grenoble Rugby es un equipo francés profesional de rugby con sede en la localidad de Grenoble y que disputa la Pro D2, la segunda competición de aquella nación.

## Historia
El FC Grenoble pertenece a un círculo muy cerrado de clubes franceses que aparecen en el siglo XIX. Su fundación se fecha en 1892, año del primer Championnat de France, con el impulso de unos jóvenes del Lycée Champollion que le dan el nombre de Association Athlétique du Lycée, con el objetivo de favorecer la práctica de los deportes. Otras asociaciones van apareciendo en esa época: el Cercle Sportif en 1896 y después el Stade grenoblois en 1897, creado por antiguos alumnos del Lycée que dominarían el rugby en esa región y que más tarde participarían en la fundación del Comité des Alpes.
La sucesiva creación de otros clubes en la región hizo que en 1911 algunos comenzaran a pensar en el lastre que eso suponía para la competitividad del rugby de Grenoble. Así, en ese año Jean Coin junta todas las fuerzas en un nuevo club bajo el nombre de Football Club de Grenoble. Al principio los colores del club fueron el negro y el gris. El emblema de la ciudad de Grenoble, representado por tres rosas, se planta en la pechera de las camisetas de juego de todos los equipos del club.
En 1954, el primer equipo, entonces entrenado por Roger Bouvarel, escribió la página más hermosa de la historia del club. El equipo fue apodado por la prensa la Legión extranjera. El FC Grenoble ganó su primer Bouclier de Brennus y se proclamó campeón de Francia tras una victoria por 5-3 ante el Cognac.
La llegada de Jacques Fouroux al frente del equipo para la temporada 1992-93 asociada a Michel Ringeval marca el inicio de una nueva era llamada los mamuts de Grenoble. Grenoble se inclina injustamente 11-14. De hecho, un try de Olivier Brouzet es rechazado en Grenoble y el try decisivo de Gary Whetton fue concedido por el árbitro Daniel Salles, mientras que de hecho el defensa de Grenoble Franck Hueber tocó el balón primero en su zona 'ensayo. Este error le dio el título a Castres. Salles admitió el error 13 años después. Fouroux en conflicto con la Federación llora conspiración.

## Palmarés
- Campeonato de Francia (1): 1953-54

- Pro D2 (1): 2011-12

- Segunda División (1): 1950-51

- Desafío Yves du Manoir (1): 1987

- Subcampeón Top 14 (1): 1992-93